# Urho Peltonen
Urho Pellervo Peltonen (Nurmes, 15 de janeiro de 1893 – 4 de maio de 1950) foi um atleta finlandês de lançamento de dardo, medalhista em duas edições de Jogos Olímpicos. Em Estocolmo 1912 conquistou a medalha de bronze no lançamento de dardo com duas mãos e em Antuérpia 1920 a prata no lançamento de dardo tradicional.